# Spinallonotus oweni
Spinallonotus oweni är en stekelart som beskrevs av Heinrich 1967. Spinallonotus oweni ingår i släktet Spinallonotus och familjen brokparasitsteklar. Inga underarter finns listade i Catalogue of Life.